# La borrachera del tango
La borrachera del tango es una película argentina en blanco y negro muda de 1928, dirigida y producida por Edmo Cominetti, y protagonizado por estrellas como Nedda Francy, Eduardo Morera, Carlos Dux, Felipe Farah y Alicia Vignoli, entre otros. La fotografía estuvo a cargo del eximio Alberto J. Biasotti.
El tango que se utilizó como cortina de la película y que lleva el mismo nombre, fue interpretado en dos oportunidades por Carlos Gardel, una el 14 de enero de 1928 en Barcelona y otra el 20 de junio de 1928 en Buenos Aires. Fue compuesta por Adolfo R. Avilés y Enrique P. Maroni

## Sinopsis
Se trata de una interesante muestra de los prejuicios vigentes en la sociedad de aquel tiempo en relación con la música típica argentina. Siguió el esquema de ofrecer la vida en el campo como salvación para pecadores arrepentidos. 
En el seno de una familia burguesa de Buenos Aires, se desata un conflicto protagonizado por dos de sus hijos. Uno de ellos, un arrabalero que deambula por los cabarets de la ciudad se contrapone a la figura de su hermano, un promisorio ingeniero que es el orgullo de la familia.

## Reparto
- Nedda Francy
- Eduardo Morera
- Carlos Dux
- Felipe Farah
- Alicia Vignoli
- Juan Siches de Alarcón
- Elena Guido
- Haydée Bozán
- Elena Bozán
- Ángel Boyano

## Crítica
Adaptación de la obra teatral de Elías Alippi con autoría de Carlos Schaefer Gallo en 1922, tuvo como principal productora a "Maipo Film" y se estrenó con gran éxito en el Teatro Buenos Aires. La Cinemateca Argentina conserva una buena copia del filme.
Tuvo una muy buena aceptación por el público y la crítica. Entre algunas de las críticas positivas del film fueron:

"La obra más humana y sentimental realizada en la América del Sur".

"Los más costosos escenarios espectacularmente ideados para esta superproducción nacional".